# Der deutsche Lyrikkalender
Der deutsche Lyrikkalender. Jeder Tag ein Gedicht ist der Titel einer jährlich von Shafiq Naz edierten Anthologie für Gedichte von den Anfängen bis zur Gegenwart im deutschen Sprachraum.

## Geschichte
Shafiq Naz, der in Bertem den Lyrikverlag Alhambra Publishing betreibt, edierte 2004 die erste Ausgabe von Der deutsche Lyrikkalender mit 365 Gedichten von 190 Autorinnen und Autoren, deren Anzahl von Ausgabe zu Ausgabe auf 300 erweitert wurde, darunter Gedichte von rund 150 zeitgenössischen Lyrikern. Für das Jahr 2012 wurden erstmals zwei Kalender herausgegeben: Der deutsche Lyrikkalender 2012 sowie Der deutsche Lyrikkalender für junge Leser 2012. Ende 2012 erschien mit Der deutsche Lyrikkalender 2013 die vorläufig letzte Ausgabe.

## Konzeption
Der jeweils mehr als 400 Seiten umfassende Tischkalender mit Ringbindung will zum einen das Spektrum des gesamten Lyrikschaffens im deutschen Sprachraum von den Anfängen bis zur Gegenwart vermitteln (und dabei auch Nischen ausleuchten, die im Lauf der Zeit weniger Beachtung fanden), zum anderen einen differenzierten Überblick über die aktuelle Gedichtproduktion mit ihren mannigfaltigen Ausdrucks- und Formmöglichkeiten verschaffen: Mittlerweile hat sich der von Shafiq Naz so liebevoll dialogisch und kenntnisreich edierte deutsche Lyrikkalender. Jeder Tag ein Gedicht neben dem Jahrbuch der Lyrik und Versnetze als gleichsam dritte jährlich herausgegebene Lyriksammelbandkraft etabliert.

## Der deutsche Lyrikkalender 2004–2013
- Alhambra Poetry Calendar for young Readers 2013. 365 Poems | 200 Poets · 2012.
- Alhambra Poetry Calendar 2013. Poetry Anthology. 365 Gedichte | 300 Dichter · 2012.
- Der deutsche Lyrikkalender für junge Leser 2013. 365 Gedichte | 200 Dichter · 2012.
- Der deutsche Lyrikkalender 2013. Jeder Tag ein Gedicht. 365 Gedichte | 300 Dichter · 2012.
- Der deutsche Lyrikkalender 2012. Jeder Tag ein Gedicht. 366 Gedichte | 300 Dichter · 2011.
- Der deutsche Lyrikkalender für junge Leser 2012. 366 Gedichte | 200 Dichter · 2011.
- Der deutsche Lyrikkalender 2011. Jeder Tag ein Gedicht. 365 Gedichte | 300 Dichter · 2010.
- Der deutsche Lyrikkalender 2010. Jeder Tag ein Gedicht. 365 Gedichte | 300 Dichter · 2009.
- Der deutsche Lyrikkalender 2009. Jeder Tag ein Gedicht. 365 klassische und zeitgenössische Gedichte · 2008.
- Der deutsche Lyrikkalender 2008. Jeder Tag ein Gedicht. 365 klassische und zeitgenössische Gedichte · 2007.
- Jeder Tag ein Gedicht 2007. Der deutsche Lyrikkalender. Anthologie. 365 klassische und zeitgenössische Gedichte · 2006.
- Jeder Tag ein Gedicht 2006. Der deutsche Lyrikkalender. Anthologie. 365 klassische und zeitgenössische Gedichte · 2005.
- Jeder Tag ein Gedicht 2005. Der deutsche Lyrikkalender. Anthologie. 365 Gedichte | 190 Dichter · 2004.

## Autoren (Auswahl)
Abraham a Sancta Clara, Ilse Aichinger, Urs Allemann, Michael Augustin, Ingeborg Bachmann, Gottfried Benn, Bertolt Brecht, Theo Breuer, Rolf Dieter Brinkmann, Paul Celan, Matthias Claudius, Karl Otto Conrady, Heinz Czechowski, Max Dauthendey, Ulrike Draesner, Annette von Droste-Hülshoff, Joseph von Eichendorff, Elke Erb, Peter Ettl, Gerhard Falkner, Gerald Fiebig, Theodor Fontane, Erich Fried, Mara Genschel, Stefan George, Robert Gernhardt, Andreas Gryphius, Manfred Peter Hein, Heinrich Heine, Georg Heym, Friedrich Hölderlin, Ernst Jandl, Gerald Jatzek, Gert Jonke, Friedrich Georg Jünger, Franz Kafka, Thomas Kling, Karl Krolow, Michael Krüger,  Axel Kutsch, Stan Lafleur, Wilhelm Lehmann, Christoph Leisten, Anton G. Leitner, Friederike Mayröcker, Eduard Mörike, Birgit Müller-Wieland, Franz Mon, Jürgen Nendza, Jörg Neugebauer, Friedrich Nietzsche, Andreas Noga, Hellmuth Opitz, Oswald von Wolkenstein, Oskar Pastior, August von Platen, Marion Poschmann, Francisca Ricinski, Monika Rinck, Joachim Ringelnatz, Franziska Röchter, Nelly Sachs, Joachim Sartorius, Raoul Schrott, Hans Thill, Dorothea Tieck, Volker von Törne, Johanna Charlotte Unzer, Olaf Velte, Jürgen Völkert-Marten, Walther von der Vogelweide, A. J. Weigoni, Mario Wirz, Uljana Wolf, Paul Wühr, Maximilian Zander, Annemarie Zornack, Carl Zuckmayer